# Peter Salovey

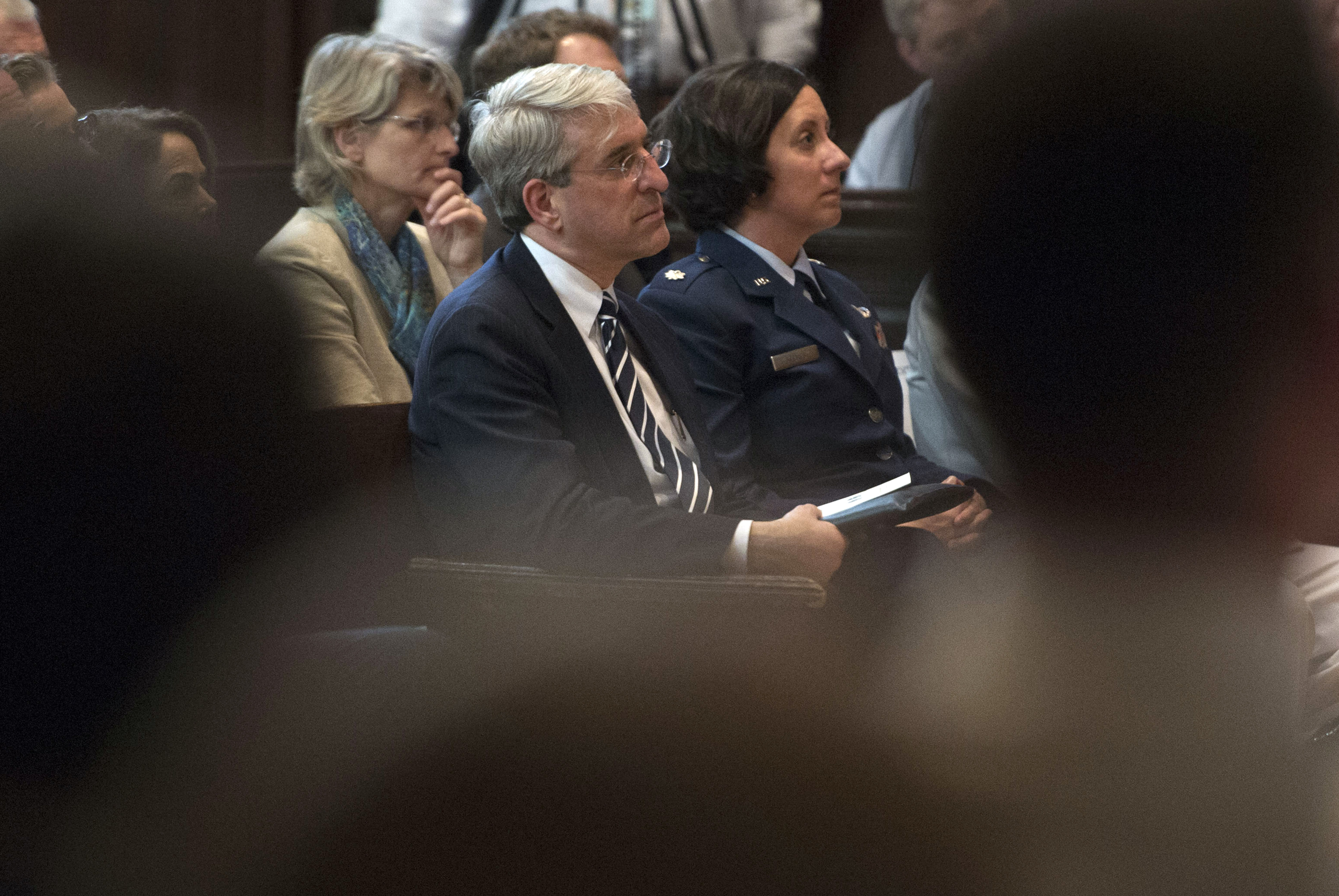
Peter Salovey (2016)

Peter Salovey (* 21. Februar 1958 in Cambridge, Massachusetts) ist ein amerikanischer Sozialpsychologe. Seit 2013 ist er Präsident der Yale University. Bekanntheit verdankt er seiner Forschung auf dem Gebiet der emotionalen Intelligenz. Gemeinsam mit John D. Mayer hat Salovey dieses Konzept in den 1990er Jahren entwickelt. Popularisiert wurden Mayers und Saloveys Einsichten 1995 durch Daniel Golemans Buch EQ. Emotionale Intelligenz.

## Leben und Werk
Salovey hat an der Stanford University Psychologie und Soziologie studiert und 1986 im Fach Psychologie promoviert.
Seitdem lehrt und forscht er an der Yale University, deren Präsident er seit 2013 auch ist.
Seine Interessengebiete sind die Gefühle und das Gesundheitsverhalten des Menschen. Zu seinen herausragenden Leistungen zählt die Mitentwicklung des Mayer-Salovey-Caruso Emotional Intelligence Test (MSCEIT), einem wissenschaftlichen Instrumentarium, mit dem die emotionale Intelligenz ähnlich wie die sprachlich-mathematisch-logische Intelligenz vermessen werden kann. Daneben ist Salovey u. a. der Frage nachgegangen, wie effizient Gesundheitsaufklärung über Krebs und HIV/AIDS ist.
2004 erhielt er die Wilbur Cross Medal der Yale University, honoris causa.
Salovey ist Träger mehrerer Wissenschaftspreise, 2013 wurde er zum Mitglied der American Academy of Arts and Sciences gewählt.

## Veröffentlichungen (Auswahl)
Aufsätze
- mit John D. Mayer und Maria DiPaolo: Perceiving affective content in ambiguous visual stimuli: A component of emotional intelligence. In: Journal of Personality Assessment. Band 54, 1990, S. 772–781.
- mit John D. Mayer: Emotional intelligence (PDF-Datei; 342 kB). In: Imagination, Cognition, and Personality. Band 9, 1990, S. 185–211.
- mit John D. Mayer: The intelligence of emotional intelligence. In: Intelligence. Band 17, Heft 4, 1993, S. 433–442.
- mit John D. Mayer: Emotional intelligence and the construction and regulation of feelings. In: Applied and Preventive Psychology. Band 4, 1995, S. 197–208.
- mit John D. Mayer, Susan L. Goldman, Carolyn Turvay und Tibor P. Palfai: Emotional attention, clarity, and repair: Exploring emotional intelligence using the Trait Meta-Mood Scale. In: J. W. Pennebaker (Hrsg.): Emotion, disclosure, and health. American Psychological Association, Washington, D.C. 1995, S. 125–154.
- mit John D. Mayer: What is emotional intelligence? In: Peter Salovey, D. Sluyter (Hrsg.): Emotional Development and Emotional Intelligence: Implications for Educators. Basic Books, New York 1997, S. 3–31.

Bücher
- mit Jefferson A. Singer: The Remembered Self: Emotion and Memory in Personality. Free Press, 1993, ISBN 0-02-901581-2.
- The Intelligent Emotions, Brenzel, 1994
- mit Lisa Feldman Barrett (Hrsg.): The Wisdom in Feeling: Psychological Processes in Emotional Intelligence. The Guilford Press, 2002, ISBN 1-57230-785-4.
- mit Alexander J. Rothman (Hrsg.): Social Psychology of Health: Key Readings. Psychology Press, 2003, ISBN 1-84169-017-1.
- mit David R. Caruso: The Emotionally Intelligent Manager: How to Develop and Use the Four Key Emotional Skills of Leadership. Jossey-Bass, 2004, ISBN 0-7879-7071-9.